# Porsgrunn
Porsgrunn er en bykommune i Vestfold og Telemark fylke i Norge. Kommunen omfatter de tidligere bykommuner Brevik og Porsgrunn og landkommunen Eidanger. Porsgrunn grænser i nord til Skien og Siljan, i øst til Larvik i Vestfold, og i vest til Bamble. Højeste punkt er Fjerdingen, 360 moh. Kommunen er en del af det område som kaldes Grenland.
Porsgrunn by ligger ved udløbet af Telemarksvassdraget og er en vigtig industriby. Den har fået navn efter en grund i Porsgrunnselven som var bevokset med pors (Myrica gale).
Porsgrunn er en industriby, præget af sværindustri og kemisk industri, hvor Norsk Hydro er den største industri-arbejdsgiver. Yara, en af verdens største kunstgødningsfabrikker, ligger i byen. Porsgrunds Porselænsfabrik, Eramet og Norcem er andre vigtige virksomheder i Porsgrunn.